# Paul Murphy (homme politique, 1983)
Pour les articles homonymes, voir Paul Murphy (homonymie).
Paul Murphy, né le 13 avril 1983 à Dublin, est un homme politique irlandais. Il est député européen de 2011 à 2014, puis député à l'Assemblée d'Irlande depuis 2014.

## Biographie
Murphy a grandi à Goatstown, une banlieue de Dublin. Il a fréquenté l'école allemande de St. Kilian's à Clonskeagh, puis l'Institute of Education de Leeson Street. Son père, Kieran Murphy, était un cadre supérieur de la division irlandaise de Mars. Son oncle Michael Murphy était journaliste et animateur à la RTÉ. Sa famille est originaire de Castlebar, dans le comté de Mayo.
Paul Murphy milite au Parti socialiste à partir de l'âge de 17 ans. Il suit des études à l'University College Dublin (UCD) où il obtient son diplôme de droit en 2004, et où il donne ensuite des cours de TD de droit européen. Après l'élection de Joe Higgins en 2009, il est assistant parlementaire au Parlement européen. Dans ce cadre, il travaille spécifiquement sur les commissions du commerce international et de l'emploi et des affaires sociales.
Paul Murphy est à l'origine de deux campagnes étudiantes contre l'augmentation des frais universitaires : celle pour l'éducation gratuite en 2002/2003 et la seconde en faveur de l'éducation pour tous en 2008. Il participe à la campagne contre la double taxation de la collecte des ordures, ainsi qu'à l'organisation de la mobilisation des travailleurs turcs exploités par la société Gama. Cette action est couronnée de succès puisque l'entreprise est forcée de payer des millions d'euros en salaires impayés.
Le 6 avril 2011, il devient membre du Parlement européen à la suite de l'élection de Joe Higgins au Parlement irlandais. En 2014, il perd son mandat européen, rejoint l'Alliance anti-austérité, et la même année est élu député au Parlement irlandais sous cette bannière. Il est réélu le 26 février 2016.
En septembre 2019, en raison de ses divergences avec des membres de Solidarity, il quitte cette formation et crée un nouveau groupe politique appelé Radical, Internationalist, Socialist and Environmentalist (RISE). Il est réélu député le 8 février 2020 sous cette bannière.
En 2021, il devient membre de Le Peuple avant le profit quand RISE décide de rejoindre celui-ci.
Paul Murphy est partisan de la neutralité irlandaise et à ce titre, s'abstient d'applaudir Volodymyr Zelensky lors de la visite de celui-ci au Parlement irlandais en avril 2022.